# Campoplex pseudocollinus
Campoplex pseudocollinus är en stekelart som beskrevs av Gupta och Maheshwary 1977. Campoplex pseudocollinus ingår i släktet Campoplex och familjen brokparasitsteklar. Inga underarter finns listade.